# Sherbourne
Sherbourne – wieś w Anglii, w hrabstwie Warwickshire, w dystrykcie Warwick. Leży 4 km na południowy zachód od miasta Warwick i 132 km na północny zachód od Londynu. W 2001 miejscowość liczyła 201 mieszkańców.